# Brat
Brat je šesté studiové album anglické zpěvačky Charli XCX vydané 7. června 2024. Má evokovat atmosféru ilegálních londýnských rave parties, které zpěvačka navštěvovala v mládí.
Tři dny po vydání následovala deluxe verze alba s názvem Brat and it's the same but there's three more songs so it's not s třemi novými písněmi: „Hello Goodbye“, „Guess“ a „Spring Breakers“. Píseň „Guess“ se v srpnu 2024 dočkala další verze se zpěvačkou Billie Eilish.
V červenci 2024 bylo album nominováno na Mercury Prize.

## Internetový trend

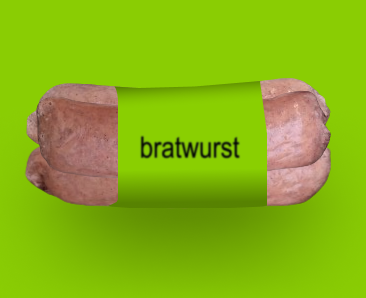
Humorná grafika zobrazující klobásu (německy Bratwurst) ve vizuálním stylu alba

Jednoduchý přebal alba, znázorňující černý nápis „brat“ na limetkově zeleném pozadí, se stal brzy po vydání virálním, stejně jako výraz „brat summer“. Uživatelé sociálních sítí začali vytvářet velké množství obsahu využívající stejný font a barvu, jako je na přebalu alba.

### Využití politickými subjekty

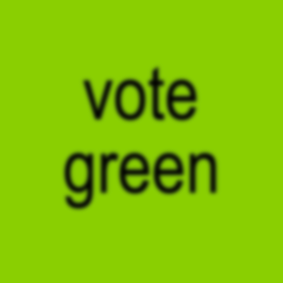
„Vote green“, součást volební kampaně britské Zelené strany

Motiv alba využila britská Zelená strana Anglie a Walesu (Green party of England and Wales), kdy na sociálních sítích pomocí designu se stejným fontem a barvou chtěla motivovat voliče, aby dorazili k všeobecným volbám. V kampani k prezidentským volbám v USA design rovněž využila kandidátka Demokratické strany Kamala Harrisová poté, co ji zpěvačka na sociální síti X označila za „brat“.

## Seznam skladeb

### Původní album
Zdroj:
1. „360“
2. „Club Classics“
3. „Sympathy Is a Knife“
4. „I Might Say Something Stupid“
5. „Talk Talk“
6. „Von Dutch“
7. „Everything Is Romantic“
8. „Rewind“
9. „So I“
10. „Girl, So Confusing“
11. „Apple“
12. „B2B“
13. „Mean Girls“
14. „I Think About It All the Time“
15. „365“

### Brat and it's the same but there's three more songs so it's not
Zdroj:
1. „360“
2. „Club Classics“
3. „Sympathy Is a Knife“
4. „I Might Say Something Stupid“
5. „Talk Talk“
6. „Von Dutch“
7. „Everything Is Romantic“
8. „Rewind“
9. „So I“
10. „Girl, So Confusing“
11. „Apple“
12. „B2B“
13. „Mean Girls“
14. „I Think About It All the Time“
15. „365“
16. „Hello Goodbye“
17. „Guess“
18. „Spring Breakers“